# Cayratia cambodiana
Cayratia cambodiana är en vinväxtart som beskrevs av Gagnepain. Cayratia cambodiana ingår i släktet Cayratia och familjen vinväxter. Inga underarter finns listade i Catalogue of Life.